# نورا ریچی
نورا ریچی (ایتالیایی: Nora Ricci؛ ۱۹ ژوئیه ۱۹۲۴– ۱۶ آوریل ۱۹۷۶) هنرپیشه اهل ایتالیا بود.
از فیلم‌هایی که در آن نقش داشته می‌توان به پرندگان، زنبورهای عسل و ایتالیایی‌ها، غروب خدایان، لودویگ، مرگ در ونیز و لیبرتین اشاره کرد.